# شيلي لين تريماين
شيلي لين تريماين فيلسوفة تُركز أعمالها على الإعاقة، والنسوية، والأخلاقيات الحيوية، وفوكو. ألّفت كتاب "فوكو والفلسفة النسوية للإعاقة" (2017)، الذي فاز بجائزة توبين سيبرز لدراسات الإعاقة في العلوم الإنسانية لعام 2016،  وقامت بتحرير فوكو وحكومة الإعاقة (2005/2015).
حصلت تريماين على درجة الدكتوراه من جامعة يورك. وفي عام 2016، فازت بجائزة تانيس دو لدراسة الإعاقة والثقافة في كندا.

## المنشورات
كمؤلف
فوكو والفلسفة النسوية للإعاقة. مطبعة جامعة ميشيغان 2017.
كمحرر
فوكو وحكومة الإعاقة. مطبعة جامعة ميشيغان 2005.
فوكو وحكومة الإعاقة (الطبعة الثانية). مطبعة جامعة ميشيغان. 2015.
دليل بلومزبري لفلسفة الإعاقة. بلومزبري. 2023.